# Jack Unterweger
Johann "Jack" Unterweger, noto anche come Jack The Writer o Il prigioniero poeta (in austriaco Häfenpoet) (Judenburg, 16 agosto 1950 – Graz, 29 giugno 1994), è stato un serial killer austriaco, che si stima abbia ucciso dalle 10 alle 15 donne.

## Biografia

### I primi anni
Nato da madre viennese, il giovane Unterweger non conobbe mai il padre, uno sconosciuto soldato statunitense. Crebbe in povertà col nonno, che negli anni successivi Unterweger descrisse come un violento alcolizzato, anche se la sua versione venne contraddetta dalla zia, che affermò che i nonni, sebbene poveri, furono molto amorevoli e premurosi col piccolo Unterweger. Unterweger passò l'adolescenza entrando e uscendo di prigione per vari reati, tra cui piccoli furti e aggressioni a prostitute del luogo.

### Il primo omicidio e la scarcerazione
Nel 1974 commise il primo omicidio, Margaret Schäfer, una diciottenne tedesca che Unterweger strangolò col suo reggiseno. Arrestato e processato, venne condannato a 25 anni, di cui gli ultimi 15 di libertà condizionata, il massimo della pena in Austria.
In prigione Unterweger iniziò a scrivere alcuni brevi racconti, poesie e drammi teatrali. Scrisse anche un'autobiografia, dal titolo Fegefeuer - Eine Reise ins Zuchthaus, da cui venne tratto un adattamento cinematografico. In breve tempo divenne noto col soprannome di Häfenpoet (Il prigioniero poeta), ed un gruppo di intellettuali austriaci, tra cui la scrittrice futuro premio Nobel Elfriede Jelinek, firmarono una petizione per il suo rilascio. Il 23 maggio 1990 gli fu concessa la grazia, e nei mesi successivi Unterweger partecipò a numerosi programmi televisivi, soprattutto per discutere il tema della riabilitazione degli ex detenuti. In seguito la polizia scoprì che Unterweger aveva ucciso sei prostitute nel primo anno dopo la liberazione.

### Gli omicidi successivi
Nel 1991 fu assunto come giornalista da una rivista austriaca, con l'incarico di scrivere un articolo sulla criminalità a Los Angeles e più in particolare sulle differenze tra il mondo della prostituzione statunitense e quello europeo. In Austria la polizia aveva iniziato a sospettare di Unterweger, ma, nonostante la stretta sorveglianza a cui era sottoposto, non riuscì a trovare prove sufficienti per un arresto prima della sua partenza per gli Stati Uniti.
Negli Stati Uniti, Unterweger incontrò esponenti delle forze dell'ordine locali e partecipò ad un pattugliamento su un'auto della polizia in uno dei quartieri a luci rosse della città. Durante la sua permanenza a Los Angeles furono trovate morte tre prostitute, Shannon Exley, Irene Rodriguez e Sherri Ann Long, tutte e tre in precedenza picchiate, abusate con rami di albero ed infine strangolate coi loro reggiseni. Quando finalmente la polizia austriaca trovò prove sufficienti, Unterweger era già sparito. Fu inseguito in Europa, Canada e di nuovo negli Stati Uniti, dove l'FBI lo arrestò a Miami il 27 febbraio 1992.

### La condanna e il suicidio
Durante la sua latitanza, Unterweger era riuscito a contattare i media austriaci, a cui aveva professato la sua innocenza. Tornato in patria, fu processato per 11 omicidi, di cui uno commesso a Praga. Ritenuto colpevole dalla giuria di nove di essi, con una maggioranza di 6 a 2, il 29 giugno 1994 venne condannato all'ergastolo, stavolta senza possibilità di libertà condizionata. Trasferito nel carcere di Graz-Karlau, Unterweger si suicidò il giorno stesso della sentenza, impiccandosi con una corda fatta coi lacci delle sue scarpe ed un elastico preso da un paio di pantaloni da ginnastica. Il nodo del suo cappio era analogo a quello usato per le sue vittime. Per un cavillo del diritto austriaco, Unterweger è considerato ufficialmente innocente in quanto morto prima della sentenza di appello.

## Opere ispirate alla sua vita
- Jack all'inferno di John Leake, pubblicato in Italia da Mondadori.
- Nel 2008 l'attore John Malkovich interpretò Unterweger in una performance teatrale dal titolo Seduction and Despair.
- Nel 2009 a Vienna ci fu la prima di un'altra opera teatrale ispirata alla vita del serial killer austriaco, dal titolo The Infernal Comedy.